# Nati nel 1959/Febbraio
| Questa pagina contiene informazioni ricavate automaticamente dalle voci biografiche con l'ausilio del template Bio e di un bot. L'aggiornamento è periodico e automatico e ricostruisce completamente la pagina. Se manca una persona in questa lista, sei pregato di non aggiungerla, ma accertati piuttosto che la sua voce biografica contenga il template Bio e che i dati anagrafici siano correttamente compilati. Se il template Bio manca, inseriscilo tu stesso o, in alternativa, metti l'avviso {{tmp\|Bio}} che ne segnala la mancanza. Se i dati riportati sono sbagliati, correggi direttamente la voce biografica; le modifiche saranno visibili in questa lista entro pochi giorni. Per chiarimenti vedi il progetto biografie. La lista contiene solo le 251 persone che sono citate nell'enciclopedia e per le quali è stato implementato correttamente il template Bio. Pagina aggiornata al 26 lug 2025. |

- 1º febbraio - Barbara Auer, attrice tedesca
- 1º febbraio - Dave Bamber, ex calciatore inglese
- 1º febbraio - Jacques Bolle, pilota motociclistico francese
- 1º febbraio - Ute Brückner, ex nuotatrice tedesca orientale
- 1º febbraio - Paolo De Bernardis, astrofisico italiano
- 1º febbraio - Lorenzo Ferrante, ex calciatore italiano
- 1º febbraio - Mike Horan, ex giocatore di football americano statunitense
- 1º febbraio - Mauro Joriatti, ex calciatore italiano
- 1º febbraio - David Irwin, ex rugbista a 15 e medico britannico
- 1º febbraio - Brian Jackson, ex cestista statunitense
- 1º febbraio - Ottmar Liebert, chitarrista e compositore tedesco
- 1º febbraio - Celso Otero, ex calciatore uruguaiano
- 1º febbraio - Gérard Rambaud, ex sciatore alpino francese
- 1º febbraio - Cosimo Sibilia, politico e dirigente sportivo italiano
- 1º febbraio - Simon Stainrod, allenatore di calcio e ex calciatore inglese
- 1º febbraio - Paolo Triestino, attore italiano
- 1º febbraio - Wade Wilson, giocatore di football americano statunitense († 2019)
- 2 febbraio - Franklin Edwards, ex cestista statunitense
- 2 febbraio - Pieralfonso Fratta Pasini, politico italiano
- 2 febbraio - Gilbert Armea Garcera, arcivescovo cattolico filippino
- 2 febbraio - Gabriella Golia, annunciatrice televisiva e conduttrice televisiva italiana
- 2 febbraio - Hubertus von Hohenlohe, sciatore alpino, dirigente sportivo e cantante messicano
- 2 febbraio - Clarence Kea, ex cestista statunitense
- 2 febbraio - Lenine, cantautore, musicista e produttore discografico brasiliano
- 2 febbraio - Dexter Manley, ex giocatore di football americano statunitense
- 2 febbraio - Kevin Robertson, ex pallanuotista statunitense
- 2 febbraio - Stefano Scansani, giornalista e scrittore italiano
- 2 febbraio - Michael Wachtler, scrittore italiano
- 3 febbraio - Jody Allen, imprenditrice e filantropa statunitense
- 3 febbraio - Thomas Calabro, attore statunitense
- 3 febbraio - Dennis Smith, ex giocatore di football americano statunitense
- 3 febbraio - Saturnino Di Ruscio, politico italiano
- 3 febbraio - Eddie Johnson, giocatore di football americano statunitense († 2003)
- 3 febbraio - Kwon Oh-son, allenatore di calcio e ex calciatore sudcoreano
- 3 febbraio - Fredric Lehne, attore statunitense
- 3 febbraio - Chan Santokhi, politico surinamese
- 3 febbraio - Lol Tolhurst, batterista e tastierista britannico
- 3 febbraio - Darnell Valentine, ex cestista statunitense
- 3 febbraio - Rikki Wemega-Kwawu, artista ghanese
- 3 febbraio - Rob Wittman, politico statunitense
- 3 febbraio - Óscar Iván Zuluaga, economista e politico colombiano
- 3 febbraio - Ferzan Özpetek, regista, sceneggiatore e scrittore turco
- 4 febbraio - Stefano Albertini, doppiatore italiano
- 4 febbraio - Jonathan Cavendish, produttore cinematografico britannico
- 4 febbraio - Tsitsi Dangarembga, scrittrice e regista zimbabwese
- 4 febbraio - Darryl Johansen, scacchista australiano
- 4 febbraio - Juan Manuel López Iturriaga, ex cestista spagnolo
- 4 febbraio - Monica Luisa Macovei, politica rumena
- 4 febbraio - Christian Schreier, allenatore di calcio, dirigente sportivo e ex calciatore tedesco
- 4 febbraio - Lawrence Taylor, ex giocatore di football americano statunitense
- 4 febbraio - Héctor Valer, politico e avvocato peruviano
- 4 febbraio - Zeca Pagodinho, cantante e compositore brasiliano
- 5 febbraio - Jennifer Granholm, politica statunitense
- 5 febbraio - Armando Husillos, allenatore di calcio e ex calciatore argentino
- 5 febbraio - Dirk Koetter, allenatore di football americano statunitense
- 5 febbraio - Serdar Koçyiğit, cestista turco († 2024)
- 5 febbraio - Claudia Marsani, attrice italiana
- 5 febbraio - Pino Masciari, imprenditore italiano
- 5 febbraio - Jurij Pančenko, allenatore di pallavolo e ex pallavolista sovietico
- 5 febbraio - Larry Rhoden, politico e imprenditore statunitense
- 5 febbraio - Roberto Sessa, produttore cinematografico e produttore televisivo italiano
- 5 febbraio - Mario Vaccari, vescovo cattolico italiano
- 5 febbraio - Ottavio Vitale, vescovo cattolico italiano
- 6 febbraio - Hector Martignon, pianista e compositore colombiano
- 6 febbraio - Rachid Taoussi, allenatore di calcio e ex calciatore marocchino
- 7 febbraio - Christine Angot, scrittrice e drammaturga francese
- 7 febbraio - Franco Capponi, politico italiano
- 7 febbraio - Sammy Lee, allenatore di calcio e ex calciatore inglese
- 7 febbraio - Mick McCarthy, allenatore di calcio e ex calciatore irlandese
- 7 febbraio - Karel Mokrý, scacchista ceco
- 7 febbraio - Daniela Ruffino, politica italiana
- 7 febbraio - Timothy Shew, attore statunitense
- 7 febbraio - Attilio Sorbi, allenatore di calcio e ex calciatore italiano
- 7 febbraio - Nicoletta Vallorani, scrittrice, anglista e blogger italiana
- 7 febbraio - Mauro Vegni, dirigente sportivo italiano
- 8 febbraio - Marco Aleotti, regista televisivo italiano
- 8 febbraio - Valentino Battisti, cestista italiano († 2019)
- 8 febbraio - Henry Czerny, attore canadese
- 8 febbraio - Jerry Eaves, ex cestista e allenatore di pallacanestro statunitense
- 8 febbraio - Chico Forti, ex velista e produttore televisivo italiano
- 8 febbraio - Ricardo Gallego, ex calciatore spagnolo
- 8 febbraio - Orfeo Goracci, politico italiano
- 8 febbraio - Heinz Günthardt, allenatore di tennis e ex tennista svizzero
- 8 febbraio - Andrew Hoy, cavaliere australiano
- 8 febbraio - Irina Kalinina, ex tuffatrice sovietica
- 8 febbraio - Mauricio Macri, ingegnere, politico e dirigente sportivo argentino
- 8 febbraio - Claudio Maniago, arcivescovo cattolico italiano
- 8 febbraio - Damir Maričić, ex calciatore jugoslavo
- 8 febbraio - Angelo Rizzo, regista, sceneggiatore e giornalista italiano († 2015)
- 8 febbraio - Misty Blue Simmes, ex wrestler statunitense
- 8 febbraio - Clemente Villaverde Huelga, ex calciatore spagnolo
- 8 febbraio - Eimi Yamada, scrittrice e fumettista giapponese
- 8 febbraio - Simeon Šterev, ex lottatore bulgaro
- 9 febbraio - Andrea Beltratti, economista e banchiere italiano
- 9 febbraio - Ali Bongo Ondimba, politico gabonese
- 9 febbraio - Date Yasumune, politico giapponese
- 9 febbraio - David B., disegnatore e fumettista francese
- 9 febbraio - Mark Anthony Eckman, vescovo cattolico statunitense
- 9 febbraio - Joachim Kunz, ex sollevatore tedesco orientale
- 10 febbraio - John Calipari, allenatore di pallacanestro e dirigente sportivo statunitense
- 10 febbraio - Fernando Chalana, calciatore e allenatore di calcio portoghese († 2022)
- 10 febbraio - Amadou Gon Coulibaly, politico ivoriano († 2020)
- 10 febbraio - Dennis Gentry, ex giocatore di football americano statunitense
- 10 febbraio - Carol Goodman, scrittrice statunitense
- 10 febbraio - Haku, wrestler tongano
- 11 febbraio - Abdullah bin Khalifa Al Thani, politico qatariota
- 11 febbraio - Fausto Borin, allenatore di calcio e ex calciatore italiano
- 11 febbraio - David Coburn, politico e imprenditore britannico
- 11 febbraio - Bradley Cole, attore statunitense
- 11 febbraio - Orazio De Stefano, mafioso italiano
- 11 febbraio - David López-Zubero, ex nuotatore spagnolo
- 11 febbraio - Roberto Moreno, ex pilota automobilistico brasiliano
- 11 febbraio - Rocco Mortelliti, attore, sceneggiatore e regista italiano
- 11 febbraio - René Müller, allenatore di calcio e ex calciatore tedesco orientale
- 11 febbraio - Marco Nicoletti, allenatore di calcio e ex calciatore italiano
- 12 febbraio - Susanne Alfvengren, cantante svedese
- 12 febbraio - Imre Bujdosó, ex schermidore ungherese
- 12 febbraio - Omar Hakim, batterista statunitense
- 12 febbraio - Mick Harford, allenatore di calcio, dirigente sportivo e ex calciatore inglese
- 12 febbraio - Surət Hüseynov, politico e militare azero († 2023)
- 12 febbraio - Abdelmajid Lamris, ex calciatore marocchino
- 12 febbraio - Larry Nance, ex cestista statunitense
- 12 febbraio - Filipe Nyusi, politico mozambicano
- 12 febbraio - Ėrkin Šagaev, ex pallanuotista sovietico
- 12 febbraio - Sigrid Thornton, attrice australiana
- 12 febbraio - Andrew Weaver, ex ciclista su strada statunitense
- 13 febbraio - Jonathan Hensleigh, sceneggiatore e regista statunitense
- 13 febbraio - Luis Hormazábal, ex calciatore cileno
- 13 febbraio - Maureen F. McHugh, autrice di videogiochi e scrittrice statunitense
- 13 febbraio - Ida Sansone, doppiatrice e direttrice del doppiaggio italiana
- 13 febbraio - Willie Scott, giocatore di football americano statunitense († 2021)
- 13 febbraio - Paolo Vecchi, ex pallavolista italiano
- 13 febbraio - Henry Waechter, ex giocatore di football americano statunitense
- 14 febbraio - Pascale Casanova, scrittrice e critica letteraria francese († 2018)
- 14 febbraio - Gaetano Caso, ex pugile e arbitro di pugilato italiano
- 14 febbraio - Patrick Estève, ex rugbista a 15 e allenatore di rugby a 15 francese
- 14 febbraio - Renée Fleming, soprano statunitense
- 14 febbraio - Matthias Hues, artista marziale e attore tedesco
- 14 febbraio - Russell Osman, ex calciatore e allenatore di calcio inglese
- 14 febbraio - Ladislav Švanda, ex fondista cecoslovacco
- 15 febbraio - Rafael Amador, calciatore messicano († 2018)
- 15 febbraio - Kandi Barbour, attrice pornografica statunitense († 2012)
- 15 febbraio - Alessandro Bertoni, allenatore di calcio e ex calciatore italiano
- 15 febbraio - Antonio Galeazzo, ex rugbista a 15 e allenatore di rugby a 15 italiano
- 15 febbraio - Joseph R. Gannascoli, attore statunitense
- 15 febbraio - Edoardo Margheriti, regista e produttore cinematografico italiano
- 15 febbraio - Hugo Savinovich, commentatore televisivo e ex wrestler ecuadoriano
- 15 febbraio - Pete Verhoeven, ex cestista statunitense
- 16 febbraio - Ken Buck, politico statunitense
- 16 febbraio - Chico Díaz, attore messicano
- 16 febbraio - Hazelle Goodman, attrice trinidadiana
- 16 febbraio - Gordon Herbert, allenatore di pallacanestro e ex cestista canadese
- 16 febbraio - John McEnroe, ex tennista, allenatore di tennis e commentatore televisivo statunitense
- 16 febbraio - Art'owr Mkrtčyan, politico karabakho († 1992)
- 16 febbraio - Maurizio Perego, ex rugbista a 15 italiano
- 16 febbraio - Aza Petrović, ex cestista e allenatore di pallacanestro jugoslavo
- 16 febbraio - Tony Simms, ex cestista canadese
- 16 febbraio - Richard Steinmetz, attore statunitense
- 16 febbraio - Kelly Tripucka, ex cestista statunitense
- 16 febbraio - Michael White, scrittore britannico († 2018)
- 17 febbraio - Germano Bonazzi, fumettista italiano
- 17 febbraio - Petre Brănișteanu, cestista rumeno († 2025)
- 17 febbraio - Franch Casadei, ex judoka sammarinese
- 17 febbraio - Mike Coughlan, progettista britannico
- 17 febbraio - Aryeh Deri, politico israeliano
- 17 febbraio - Rowdy Gaines, ex nuotatore statunitense
- 17 febbraio - Benkali Kaba, ex cestista senegalese
- 17 febbraio - Neil Lomax, ex giocatore di football americano statunitense
- 17 febbraio - Petros Michos, allenatore di calcio e ex calciatore greco
- 17 febbraio - Giovanna Sorbi, direttrice d'orchestra, pianista e compositrice italiana († 2018)
- 18 febbraio - Stefano Cecchi, giornalista e scrittore italiano
- 18 febbraio - Michael Doven, produttore cinematografico e attore statunitense
- 18 febbraio - Hallgrímur Helgason, scrittore, drammaturgo e pittore islandese
- 18 febbraio - Vladimir Lapickij, ex schermidore sovietico
- 18 febbraio - David Parker, nuotatore britannico († 2010)
- 19 febbraio - Marco Airaghi, ex politico italiano
- 19 febbraio - Mourad Amara, ex calciatore algerino
- 19 febbraio - Anatolij Dem"janenko, allenatore di calcio e ex calciatore ucraino
- 19 febbraio - Uwe Dotzauer, ex combinatista nordico tedesco orientale
- 19 febbraio - Lasse Eriksen, ex calciatore norvegese
- 19 febbraio - Giorgio Ghedina, bobbista italiano
- 19 febbraio - Roger Goodell, dirigente sportivo statunitense
- 19 febbraio - Ugo Govoni, ex cestista italiano
- 19 febbraio - Mitsuaki Hoshino, doppiatore e attore giapponese
- 19 febbraio - Alexander Knaster, imprenditore britannico
- 19 febbraio - Wendy Laidlaw, ex cestista australiana
- 20 febbraio - Henri Bossi, ex calciatore lussemburghese
- 20 febbraio - Sergej Viktorovič Dolmatov, scacchista russo
- 20 febbraio - Feriana Ferraguzzi, ex calciatrice, allenatrice di calcio e dirigente sportivo italiana
- 20 febbraio - Tomomi Inada, politica e avvocata giapponese
- 20 febbraio - Sabine Kaack, attrice tedesca
- 20 febbraio - Lorella Stefanelli, avvocato e politico sammarinese
- 21 febbraio - Nicola Fano, giornalista e scrittore italiano
- 21 febbraio - Marcel Fässler, bobbista svizzero
- 21 febbraio - Patricia Healy, attrice e attivista britannica
- 21 febbraio - Vladimir Krstić - Laci, fumettista e pittore serbo
- 21 febbraio - Davide Rota, scrittore e attore italiano († 2014)
- 21 febbraio - José Ángel Sarrapio, ex ciclista su strada spagnolo
- 21 febbraio - Werner Schünemann, attore brasiliano
- 21 febbraio - Axel Zitzmann, ex saltatore con gli sci tedesco orientale
- 22 febbraio - Jon Eilert Bøgseth, ex saltatore con gli sci norvegese
- 22 febbraio - Michail Naumovič Gurevič, scacchista turco
- 22 febbraio - Holger Hieronymus, ex calciatore tedesco
- 22 febbraio - Lewis Lloyd, cestista statunitense († 2019)
- 22 febbraio - Kyle MacLachlan, attore statunitense
- 22 febbraio - Odette Mistoul, ex pesista gabonese
- 22 febbraio - Tom Erik Oxholm, ex pattinatore di velocità su ghiaccio norvegese
- 23 febbraio - Clayton Anderson, ex astronauta statunitense
- 23 febbraio - Giorgio Ascanelli, ingegnere italiano
- 23 febbraio - Tiziana Fabbricini, soprano italiano
- 23 febbraio - Lanfranco Fabriani, scrittore di fantascienza italiano
- 23 febbraio - Andrea Fumagalli, economista italiano
- 23 febbraio - Tim Hovland, ex pallavolista statunitense
- 23 febbraio - Francesca Paganini, attrice teatrale e personaggio televisivo italiana
- 23 febbraio - Giorgio Starace, diplomatico italiano
- 23 febbraio - Lucas Van den Eynde, attore belga
- 24 febbraio - Aleksandr Belostennyj, cestista sovietico († 2010)
- 24 febbraio - Stefano Bortolussi, scrittore, poeta e traduttore italiano
- 24 febbraio - Beth Broderick, attrice statunitense
- 24 febbraio - Judith Collins, politica neozelandese
- 24 febbraio - Silvia Fröhlich, ex canottiera tedesca
- 24 febbraio - Nils Johan Semb, allenatore di calcio e ex calciatore norvegese
- 24 febbraio - François Villeroy de Galhau, banchiere, funzionario e dirigente d'azienda francese
- 25 febbraio - Aleksej Oktjabrinovič Balabanov, regista e sceneggiatore sovietico († 2013)
- 25 febbraio - Jaime Baldeón, ex calciatore ecuadoriano
- 25 febbraio - Michail Devjat'jarov, fondista russo
- 25 febbraio - Michajlo Ljubyč, matematico ucraino
- 25 febbraio - Mike Peters, musicista gallese († 2025)
- 26 febbraio - Chuck Aleksinas, ex cestista statunitense
- 26 febbraio - Rolando Blackman, ex cestista, allenatore di pallacanestro e dirigente sportivo panamense
- 26 febbraio - Ahmet Davutoğlu, politico turco
- 26 febbraio - Anna Diamantopoulou, politica greca
- 26 febbraio - Shawky Gharib, allenatore di calcio e ex calciatore egiziano
- 26 febbraio - Krista Lane, ex attrice pornografica tedesca
- 26 febbraio - Cosimo Luigi Miccoli, militare italiano († 1987)
- 26 febbraio - José Luis Rodríguez del Corral, scrittore spagnolo
- 26 febbraio - Alessandro Zaninelli, allenatore di calcio e ex calciatore italiano
- 27 febbraio - Giordano Berti, scrittore italiano
- 27 febbraio - Sauro Donati, astronomo italiano
- 27 febbraio - Akira Jimbo, batterista giapponese
- 27 febbraio - Giuseppe Novelli, genetista italiano
- 27 febbraio - Maria Piera Pastore, politica italiana
- 27 febbraio - Paolo Scaramuzza, bobbista e docente italiano
- 28 febbraio - Gabriella Carlucci, conduttrice televisiva e politica italiana
- 28 febbraio - Gary Dillon, ex hockeista su ghiaccio canadese
- 28 febbraio - James Hydrick, personaggio televisivo, sensitivo e truffatore statunitense
- 28 febbraio - Konstantyn Lerner, scacchista ucraino († 2011)
- 28 febbraio - Marcia Mitzman Gaven, attrice e cantante statunitense
- 28 febbraio - Michel Peiry, serial killer svizzero
- 28 febbraio - Mario Porto, ex cestista e dirigente sportivo italiano
- 28 febbraio - Fernando Zalamea, matematico, filosofo e divulgatore scientifico colombiano